# Paul Hoste
Pour les articles homonymes, voir Hoste.

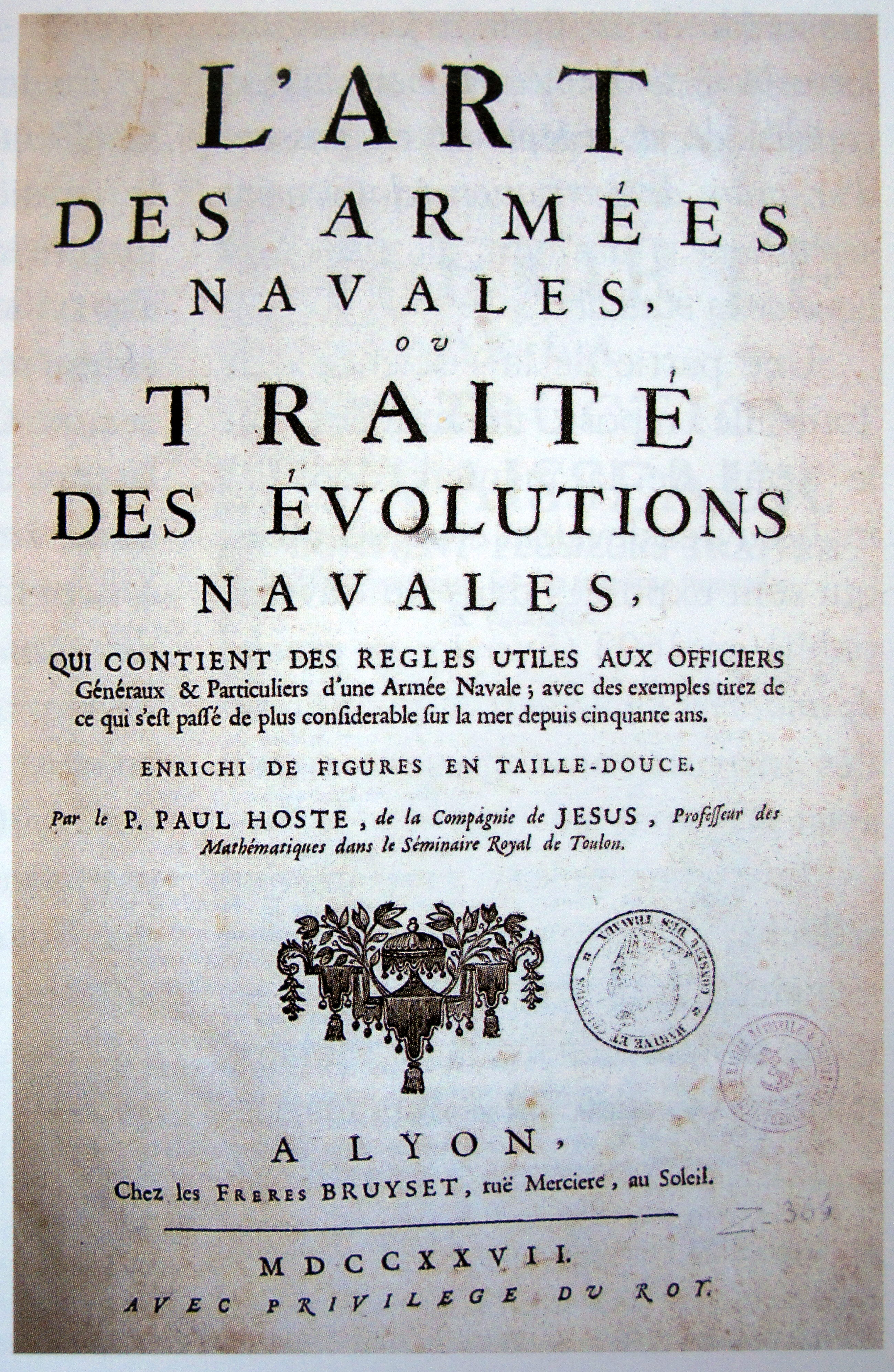

Paul Hoste (ou Paul L'Hoste), né le 21 juillet 1652 à Pont-de-Veyle, dans l’Ain (France), et décédé le 23 février 1700 à Toulon (France), est un prêtre jésuite français, mathématicien et ingénieur naval.

## Biographie
Entré dans la Compagnie de Jésus le 26 septembre 1669, Paul Hoste fait son noviciat à Mâcon.  A la fin de sa formation spirituelle et académique il est ordonné prêtre, sans doute en 1683, à Lyon.  Peu après, alors qu’il enseigne les mathématiques et les sciences au collège de Lyon, il observe les éclipses solaires  des 12 juillet 1684 et 10 décembre 1685, et en fait un compte-rendu dans le Journal des savants en 1684 et 1686.
Lorsque les Jésuites ouvrent leur séminaire royal de la Marine à Toulon, en 1685, le père Hoste y est nommé professeur de mathématiques. C’est alors qu’il commence à s’intéresser plus particulièrement à l’application des mathématiques aux problèmes de navigation. Nommé aumônier de la marine, il participe durant une douzaine d’années aux expéditions navales du maréchal d'Estrées, puis du maréchal de Tourville, et du duc de Mortemart. 
Son Recueil des traités de mathématiques, en trois volumes, contient tout ce qu’un navigateur doit connaitre avant de se lancer sur les mers. Il dédie à Louis XIV son Art des armées navales, ce qui lui vaut une pension royale. Ses frères Louis (1650-1733) et Claude-François (1655-1738) sont également jésuites.

## Écrits
Les principaux ouvrages publiés par le père Hoste sont :
- (1691) Traité des évolutions navales[1]

Cet ouvrage décrit les évolutions géométriques des escadres, texte et planches descriptives de chacune des manœuvres.
- (1692) Recueil des traités mathématiques

En 3 volumes, c'est un ouvrage destiné aux officiers des armées du Roi, armées de Terre et armées navales.
- (1697) Théorie de la construction des vaisseaux,

Trop théorique, sans doute, car d'une comparaison entre deux navires construits, l'un selon les idées de Tourville, l'autre selon les idées du père Hoste, celui de Tourville sera reconnu meilleur.
- (1697) Art des Armées navales ou traité des évolutions, qui contient des règles utiles aux officiers généraux, et particulières d'une armée navale; avec des exemples tirés de ce qui s'est passé de plus considérable sur la mer depuis cinquante ans

C'est l'œuvre majeure du père Hoste, pour laquelle il est le plus connu. Cet ouvrage, un des premiers du genre, sera rapidement traduit dans la langue des principales nations maritimes européennes. Il faut noter cependant que la pensée du père Hoste couvre les évolutions sans prendre en compte le problème de la transmission des ordres nécessaires. Sur 424 pages, seules 18 sont consacrées à la signalisation. Sa réflexion reste donc essentiellement théorique.